# Saison 1994-1995 du FC Sochaux-Montbéliard
Cet article contient diverses informations sur la saison 1994-1995 du Football Club Sochaux-Montbéliard, un club de football français basé à Montbéliard.

## Résultats en compétitions nationales
- 52e saison en Division 1 : 20e/20 avec 23 points, 19e attaque avec 29 buts marqués, 20e défense avec 68 buts encaissés
- Coupe de France: élimination en 1/32 de finale par l'Olympique de Marseille
- Coupe de la Ligue: limination en 1/16 de finale par le Toulouse FC